# Петя Аврамова
Петя Цветанова Аврамова е български инженер, министър на регионалното развитие и благоустройството от 20 септември 2018 г. До 12 май 2021г.

## Биография
Родена е на 29 май 1963 г. във Враца. Завършила е топлотехника в МЕИ. От 2009 до 2011 г. е заместник-кмет по строителството и общинската собственост на Враца. Между 2011 и 2013 г. е председател на Общинския съвет във Враца. Областен координатор на ГЕРБ за Враца. На 20 септември 2018 г. е избрана за министър на регионалното развитие и благоустройството в третото правителство на Бойко Борисов на мястото на подалия оставка заради инцидента край Своге Николай Нанков.